# Chiroteuthis picteti
Chiroteuthis picteti är en bläckfiskart som beskrevs av Louis Joubin 1894. Chiroteuthis picteti ingår i släktet Chiroteuthis och familjen Chiroteuthidae.

## Underarter
Arten delas in i följande underarter:
- C. p. picteti
- C. p. somaliensis